# Syllepte titubalis
Syllepte titubalis là một loài bướm đêm trong họ Crambidae.